# Панфилово (Нижегородская область)
Панфилово  — село в Арзамасском районе Нижегородской области Российской Федерации. В рамках организации местного (муниципального) самоуправления входит в состав городского округа город Арзамас.

## География
Располагается на трасе Арзамас — Дивеево рядом с Шатовкой в 15 км от Арзамаса.
Местность относится к лесостепной части:20, в орогидрографическом отношении относится к западной
части Приволжской возвышенности и представляет собой приподнятую равнину,
расчленённую системами рек, относящихся к бассейну р.р. Оки и Волги:25.
Климат, как и во всем районе, умеренно-континентальный:20.

### Уличная сеть
- Коммунальный пер.
- порядок Октябрьский
- Пролетарская

## История
До 1 января 2023 года входила в упразднённый Шатовский сельсовет.

## Население
| 1999 | 2002 | 2010 |
| ---- | ---- | ---- |
| 62   | ↘53  | ↘39  |

## Инфраструктура
Личное подсобное хозяйство с зоной сельскохозяйственного использования, индивидуальная застройка усадебного типа.
Основа экономики — сельское хозяйство.

## Транспорт
Автобусное сообщение с райцентром. Остановка общественного транспорта «Панфилово».